# Opuntia subsphaerocarpa
Opuntia subsphaerocarpa ist eine Pflanzenart in der Gattung der Opuntien (Opuntia) aus der Familie der Kakteengewächse (Cactaceae). Das Artepitheton subsphaerocarpa leitet sich vom lateinischen Wort sub- für ‚fast‘ sowie den griechischen Worten sphaira für ‚Kugel‘ und karpos für ‚Frucht‘ ab.

## Beschreibung
Opuntia subsphaerocarpa wächst strauchig bis annähernd baumförmig und ist dicht verzweigt. Die glänzend dunkelgrünen, ovalen bis etwas länglichen Triebabschnitte sind bis zu 20 Zentimeter lang und bis zu 5,5 Zentimeter breit. Die ein bis zwei weißlichen, 1,5 bis 2 Zentimeter langen Dornen fehlen häufig.
Die gelben Blüten erreichen Durchmesser von bis zu 5 Zentimeter. Die kugelförmigen Früchte sind rot.

## Verbreitung und Systematik
Opuntia subsphaerocarpa ist in der argentinischen Provinz Misiones verbreitet.
Die Erstbeschreibung durch Carlos Luis Spegazzini wurde 1925 veröffentlicht.
Opuntia subsphaerocarpa ist nur unzureichend bekannt.

## Nachweise